# Sainte-Marie-en-Chanois
Pour les articles homonymes, voir Sainte-Marie.
Sainte-Marie-en-Chanois est une commune française située dans le département de la Haute-Saône, la région culturelle et historique de Franche-Comté et la région administrative Bourgogne-Franche-Comté.

## Géographie

### Climat
Pour des articles plus généraux, voir Climat de la Bourgogne-Franche-Comté et Climat de la Haute-Saône.
En 2010, le climat de la commune est de type climat de montagne, selon une étude du Centre national de la recherche scientifique s'appuyant sur une série de données couvrant la période 1971-2000. En 2020, Météo-France publie une typologie des climats de la France métropolitaine dans laquelle la commune est exposée à un climat semi-continental et est dans la région climatique  Lorraine, plateau de Langres, Morvan, caractérisée par un hiver rude (1,5 °C), des vents modérés et des brouillards fréquents en automne et hiver. 
Pour la période 1971-2000, la température annuelle moyenne est de 9,7 °C, avec une amplitude thermique annuelle de 17,3 °C. Le cumul annuel moyen de précipitations est de 1 485 mm, avec 14 jours de précipitations en janvier et 10,7 jours en juillet. Pour la période 1991-2020, la température moyenne annuelle observée sur la station météorologique de Météo-France la plus proche, « Fougerolles », sur la commune de Fougerolles-Saint-Valbert à 10 km à vol d'oiseau, est de 10,2 °C et le cumul annuel moyen de précipitations est de 1 513,4 mm. 
La température maximale relevée sur cette station est de 38,5 °C, atteinte le 25 juillet 2019 ; la température minimale est de −22 °C, atteinte le 8 janvier 1985,,. 
Les paramètres climatiques de la commune ont été estimés pour le milieu du siècle (2041-2070) selon différents scénarios d'émission de gaz à effet de serre à partir des nouvelles projections climatiques de référence DRIAS-2020. Ils sont consultables sur un site dédié publié par Météo-France en novembre 2022.

## Urbanisme

### Typologie
Au 1er janvier 2024, Sainte-Marie-en-Chanois est catégorisée commune rurale à habitat dispersé, selon la nouvelle grille communale de densité à sept niveaux définie par l'Insee en 2022.
Elle est située hors unité urbaine. Par ailleurs la commune fait partie de l'aire d'attraction de Luxeuil-les-Bains, dont elle est une commune de la couronne,. Cette aire, qui regroupe 41 communes, est catégorisée dans les aires de moins de 50 000 habitants,.

### Occupation des sols
L'occupation des sols de la commune, telle qu'elle ressort de la base de données européenne d’occupation biophysique des sols Corine Land Cover (CLC), est marquée par l'importance des forêts et milieux semi-naturels (49,8 % en 2018), une proportion sensiblement équivalente à celle de 1990 (49,1 %). La répartition détaillée en 2018 est la suivante : 
forêts (49,8 %), terres arables (20,7 %), prairies (14,8 %), zones urbanisées (7,9 %), zones agricoles hétérogènes (6,9 %). L'évolution de l’occupation des sols de la commune et de ses infrastructures peut être observée sur les différentes représentations cartographiques du territoire : la carte de Cassini (XVIIIe siècle), la carte d'état-major (1820-1866) et les cartes ou photos aériennes de l'IGN pour la période actuelle (1950 à aujourd'hui).

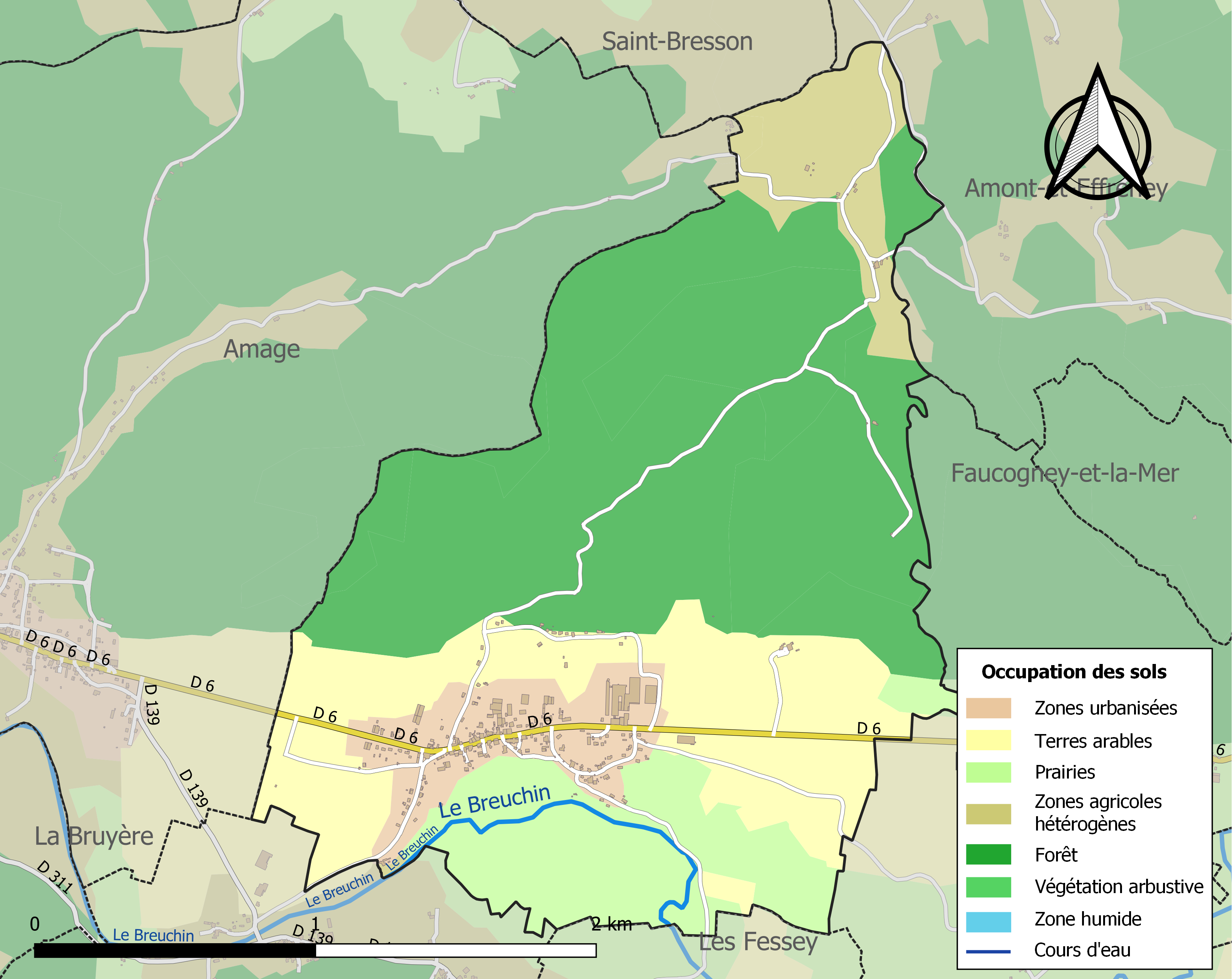
Carte des infrastructures et de l'occupation des sols de la commune en 2018 (CLC).

## Politique et administration

Carte départementale représentant en rouge la Communauté de communes du Pays de Luxeuil.

### Rattachements administratifs et électoraux
La commune fait partie de l'arrondissement de Lure du département de la Haute-Saône, en région Bourgogne-Franche-Comté. Pour l'élection des députés, elle dépend de la deuxième circonscription de la Haute-Saône.
La commune faisait partie depuis 1793 du canton de Faucogney-et-la-Mer. Dans le cadre du redécoupage cantonal de 2014 en France, la commune fait désormais partie du canton de Mélisey.

### Intercommunalité
La commune fait d'abord partie de la communauté de communes des mille étangs (CCME) créée fin 2002.
Dans le cadre des dispositions de la loi portant nouvelle organisation territoriale de la République (Loi NOTRe) du 7 août 2015, qui prévoit que les établissements publics de coopération intercommunale (EPCI) à fiscalité propre doivent avoir un minimum de 15 000 habitants (et 5 000 habitants en zone de montagnes), la commune rejoint la communauté de communes du Pays de Luxeuil (CCPLx) le 1er janvier 2017.

### Liste des maires
| Période                                  | Période                    | Identité        | Étiquette | Qualité                         |
| ---------------------------------------- | -------------------------- | --------------- | --------- | ------------------------------- |
| Les données manquantes sont à compléter. |                            |                 |           |                                 |
| juin 1995                                | mars 2001                  | Alain Boffy     |           |                                 |
| mars 2001                                | En cours (au 23 août 2015) | Isabelle Formet |           | Réélue pour le mandat 2014-2020 |

Madame Isabelle Formet a été réélue pour le mandat 2020-2026.

## Population et société

### Démographie
L'évolution du nombre d'habitants est connue à travers les recensements de la population effectués dans la commune depuis 1793. Pour les communes de moins de 10 000 habitants, une enquête de recensement portant sur toute la population est réalisée tous les cinq ans, les populations de référence des années intermédiaires étant quant à elles estimées par interpolation ou extrapolation. Pour la commune, le premier recensement exhaustif entrant dans le cadre du nouveau dispositif a été réalisé en 2006.

En 2022, la commune comptait 209 habitants, en évolution de −1,88 % par rapport à 2016 (Haute-Saône : −1,4 %, France hors Mayotte : +2,11 %).
| 1793 | 1800 | 1806 | 1821 | 1831 | 1836 | 1841 | 1846 | 1851 |
| ---- | ---- | ---- | ---- | ---- | ---- | ---- | ---- | ---- |
| 340  | 329  | 341  | 357  | 435  | 424  | 442  | 484  | 467  |

| 1856 | 1861 | 1866 | 1872 | 1876 | 1881 | 1886 | 1891 | 1896 |
| ---- | ---- | ---- | ---- | ---- | ---- | ---- | ---- | ---- |
| 426  | 417  | 363  | 370  | 354  | 330  | 306  | 311  | 273  |

| 1901 | 1906 | 1911 | 1921 | 1926 | 1931 | 1936 | 1946 | 1954 |
| ---- | ---- | ---- | ---- | ---- | ---- | ---- | ---- | ---- |
| 267  | 266  | 289  | 218  | 225  | 222  | 228  | 233  | 225  |

| 1962 | 1968 | 1975 | 1982 | 1990 | 1999 | 2006 | 2011 | 2016 |
| ---- | ---- | ---- | ---- | ---- | ---- | ---- | ---- | ---- |
| 277  | 256  | 213  | 243  | 225  | 202  | 200  | 218  | 213  |

| 2021 | 2022 | - | - | - | - | - | - | - |
| ---- | ---- | - | - | - | - | - | - | - |
| 210  | 209  | - | - | - | - | - | - | - |

### Enseignement
La commune fait partie du regroupement pédagogique intercommunal (RPI) administré par un SIVU et qui regroupe La Proiselière, Amage et Sainte-Marie-en-Chanois. À la rentrée 2015-2016, ce RPI scolarise 94 élèves des trois communes, ainsi que des Fessey et de la Corbière, dans quatre classes.

## Culture locale et patrimoine

### Lieux et monuments

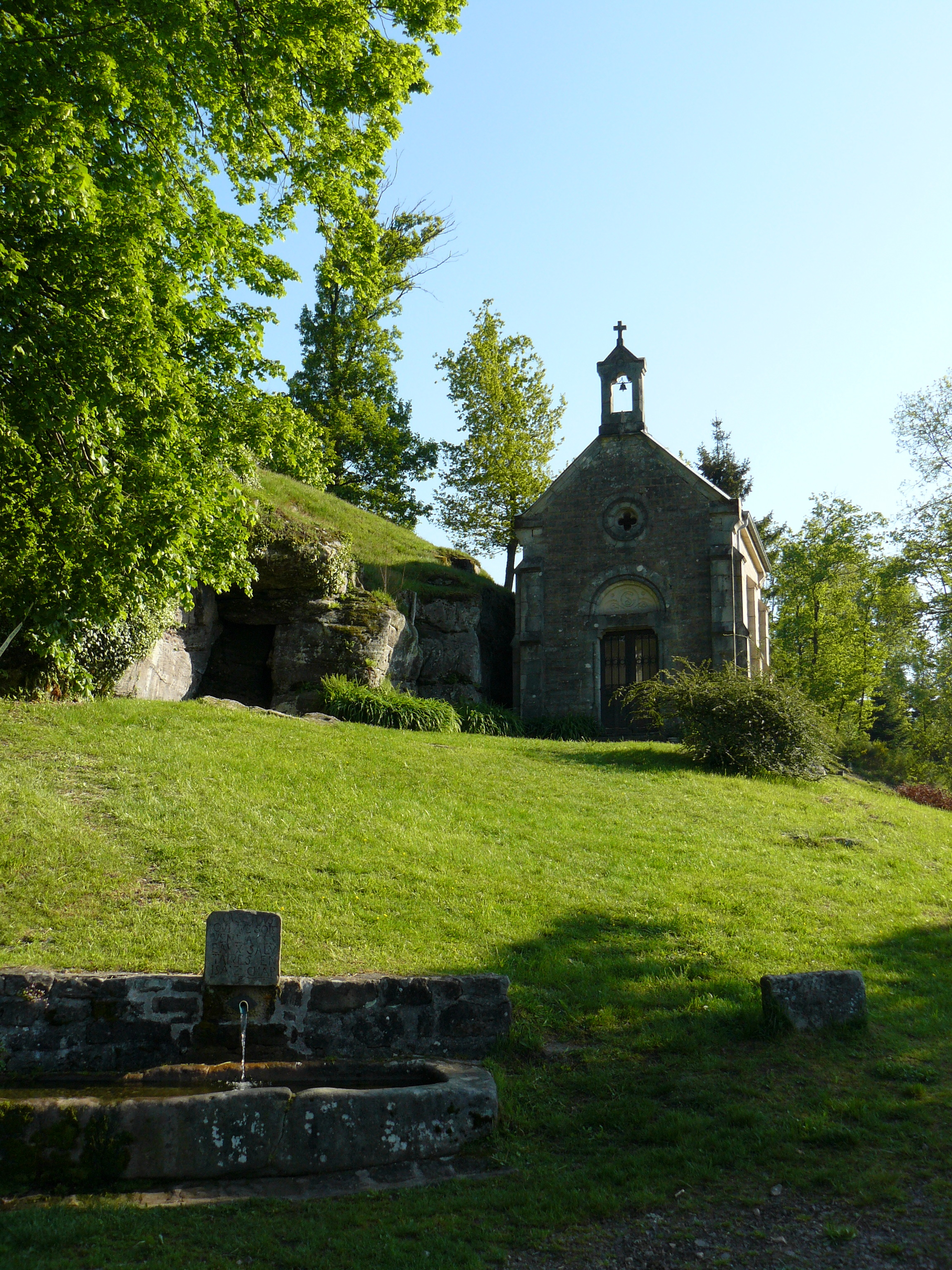
Grotte, source et chapelle de Saint-Colomban à Sainte-Marie-en-Chanois. La chapelle a été reconstruite au XIX.

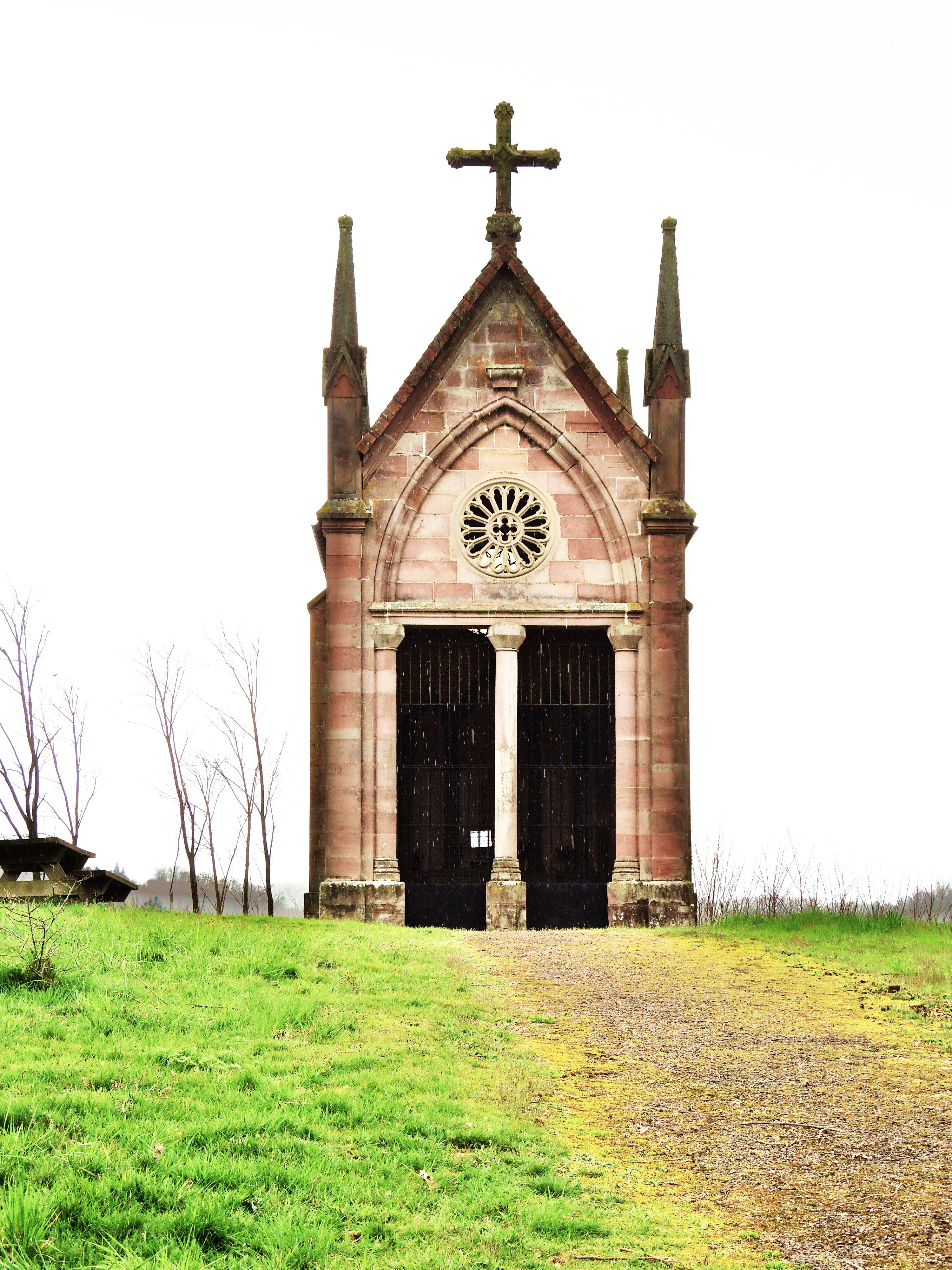
Chapelle saint Roch.

- Chapelle saint Roch.Grotte et chapelle Saint-Colomban[22], moine irlandais ;
- Chapelle Saint-Roch (patron des pestiférés) ;
- Église Sainte-Madeleine.

La grotte de Saint-Colomban est un énorme rocher surmonté d'une plate-forme d'où l'on peut voir au loin le monastère d'Annegray (commune de La Voivre), également fondé par saint Colomban. Selon la légende, la grotte était occupée par un ours qui la lui céda, et Colomban lui-même aurait fait jaillir la « source miraculeuse » située à proximité. Dans la chapelle, une roche en forme de lit aurait constitué la couche du saint.

### Personnalités liées à la commune
- Anne-Charles Hérisson. Docteur en droit, avocat au Conseil d'État et à la Cour de cassation. Ennemi déclaré de l'Empire, républicain convaincu. Maire du 6e arrondissement de Paris en 1871, il siège au Conseil municipal de Paris du 23 juillet 1871 au 9 janvier 1881 et assume par deux fois la fonction de président de cette assemblée, du 4 juillet 1876 au 20 février 1877 et du 19 février 1878 au 9 juillet 1878. Il est en outre député de la Haute-Saône du 8 février 1874 au 7 mars 1876 puis de la Seine du 7 juillet 1878 au 9 novembre 1885.Il participe à différents gouvernements : en tant que ministre des travaux publics du 10 août 1882 au 20 février 1883 dans les gouvernements Charles Duclerc et Armand Fallières, puis comme ministre du commerce du 21 février 1883 au 14 octobre 1884 dans le second gouvernement Ferry. Il épouse le 6 août 1857 à Paris XIème Sophie Marie Pauline Caroline Lanoir (°29 juin 1837 à Lure) fille de Charles Marie Benoît Lanoir (°1791), avocat et juge de paix, et de Françoise Gabrielle Anatole Sophie Bourceret (°1804) de Sainte-Marie en Chanois dont ils feront leur lieu de villégiature et par la suite, leurs enfants et descendants (Famille le Taillandier de Gabory)

### Héraldique
|  | Les armes de la commune se blasonnent ainsi : d’azur au chêne d’or en pointe et au franc-quartier d’argent chargé de deux fermaux en losange contournés de gueules rangés en bande. |